# Gai Cosconi Calidià
Gai Cosconi Calidià (en llatí: Gaius Cosconius Calidianus) va ser un orador romà del segle i aC. Formava part de la gens Coscònia, i va ser adoptat per algú de la gens Calídia i adoptà el cognomen de Calidià.
Segons Ciceró era un orador de poc mèrit, que es caracteritzava per la seva gesticulació vehement. Podria ser la mateixa persona que el pretor Gai Cosconi, o més aviat un fill seu.